# Arpad le Tzigane
Pour les articles homonymes, voir Arpad.
Arpad le Tzigane est un feuilleton télévisé franco-germanique en 26 épisodes de 25 minutes, réalisé par Guy Saguez, Christian-Jaque et Frank Guthke, et diffusé en France du mercredi 25 avril au samedi 6 octobre 1973 sur la première chaîne de l'ORTF et diffusée en Belgique à la RTB à partir du 27 mars 1973.
Arpad - Zwei Teufelskerle räumen auf, téléfilm de Alfredo Medori de 90 minutes diffusé en Allemagne en 1975, inédit en France, est un résumé des épisodes no 9 à no 17 du feuilleton télévisé Arpad le Tzigane.

## Synopsis
Inspiré d'anecdotes historiques, ce feuilleton met en scène les mésaventures du Tzigane Arpad au cœur de la Hongrie de la fin du XVIIe siècle laquelle, après avoir subi le joug des Turcs, est dominée par l'Autriche.
Le feuilleton est basé sur un canevas historique : la guerre d'indépendance des Hongrois contre les Autrichiens au début du XVIIIe siècle.
Le Tzigane Arpad va sauver le prince Bekeczy et lutter avec lui contre les Autrichiens. Il aura fort à faire pour convaincre ses amis tziganes de sauver le prince et pour mériter l'amour de la belle gitane Rilana.

## Fiche technique
- Réalisation : Guy Saguez, Franck Guthke, Christian-Jaque
- Produit par : Dezső Jutasi - András Ozorai et Sándor Tóth
- Scénario : Guy Saguez
- Musique originale : Georges Bourgeois (compositeur)
- Image : Siegfried Hold
- Création des décors : Tamás Vayer
- Décorateurs de plateau : András Földes et Boldizsár Simonka
- Assistant réalisateur : István Bucsi (premier Assistant réalisateur)

## Distribution
- Robert Etcheverry : Arpad
- Edwige Pierre : Rilana
- Hela Gruel : Schari
- Werner Umberg : le prince de Bekeczy
- Dorit Amann : Hélène
- Antal Farkas : Schmied
- G. Leka : Farkas
- Péter Kertész : István
- György Bánffy : le général

## Épisodes
1. Le Camp
2. Prince et tzigane
3. La Chasse pour Arpad
4. Le Verdict
5. Mariage gitan
6. S'échapper à travers la Puszta
7. L’Échange de femmes
8. Un bal masqué
9. Les Otages
10. La Loi des gitans
11. Trahison
12. Attrapé
13. L'Exécution
14. Entre les fronts
15. L'Animal mystérieux
16. David et Goliath
17. Le Dernier Repas
18. L'Héritage Vaskonys
19. La Garnison du jury
20. Traqué et poursuivi
21. Le Seuil décalé
22. L’Épidémie
23. La Lune de miel
24. Œil pour œil
25. Les Lépreux
26. Le Piège

## Autour de la série
Ce feuilleton « exotique » en 26 épisodes, n'a pas été rediffusé en France depuis l'été 1975 sur TF1.   Il a remporté un grand succès en Allemagne (Arpad der Zigeuner), pays où il est régulièrement rediffusé et où ont été commercialisés des DVD.